# DeMya Walker
DeMya Chakheia Walker (Mount Holly, 28 novembre 1977) è un'ex cestista statunitense, professionista nella WNBA.

## Carriera
Con gli Stati Uniti ha disputato i Giochi panamericani di Winnipeg 1999.

## Palmarès
- Campionessa WNBA (2005)

## Statistiche
Dati aggiornati all'8 aprile 2012
| Stagione        | Squadra         | Competizione | Partite | Partite | Partite | Statistiche tiro | Statistiche tiro | Statistiche tiro | Altre statistiche | Altre statistiche | Altre statistiche | Altre statistiche | Altre statistiche |
| Stagione        | Squadra         | Competizione | Pres.   | Titol.  | Minuti  | Tiri da 2        | Tiri da 3        | Liberi           | Rimb.             | Assist            | Rubate            | Stopp.            | Punti             |
| --------------- | --------------- | ------------ | ------- | ------- | ------- | ---------------- | ---------------- | ---------------- | ----------------- | ----------------- | ----------------- | ----------------- | ----------------- |
| 2001-2002       | Trogylos Priolo | Serie A1     | 8       |         | 258     | 37/77            | 1/3              | 22/34            | 57                | 3                 | 14                |                   | 99                |
| Totale carriera |                 |              |         |         |         |                  |                  |                  |                   |                   |                   |                   |                   |